# Szatet
Szatet (sṯ.t vagy sṯỉ.t), görögül Szatisz az ókori egyiptomi vallás egyik istennője. Felső-Egyiptomban volt kultusza, Hnummal és Anukettel együtt alkotja az elephantinéi háromságot. Nílus-istennőként és Egyiptom déli része, a núbiai határ védelmezőjeként hamar összefüggésbe hozták a Nílus áradásával.
Neve az egyiptomi sṯ („kilőni”, „kiönteni”, „dobni” szóból ered, fordítható úgy is, hogy „ő, aki lő” vagy „ő, aki kiönt”, attól függően, melyik aspektusát hangsúlyozzuk. Eredetileg vászoncsomót jelző hieroglifával ábrázolták (Gardiner-lista S29), később az Anuketre jellemző, nyíllal átlőtt állatbőrrel (F29). Elsőként Szakkarában, a Dzsószer-piramisnál talált edényeken fordul elő említése. A Piramisszövegekben elephantinéi vízzel tisztítja meg az elhunyt fáraó testét.
Eredetileg Montu thébai hadistennel hozták összefüggésbe, később azonban két másik Nílus-istennel alkotott háromságot, Hnum feleségeként és Anuket anyjaként tisztelték. Mikor Hnum egybeolvadt Rével, Szatet is a Ré szemeként ismert istennők egyike lett, és átvette a szereppel leggyakrabban azonosított Hathor pár jellemzőjét. A görögök Hérával azonosították.

## Ikonográfiája
Ábrázolása jellemzően antropomorf, fején Felső-Egyiptom fehér koronáját viselő nőalak, koronáján antilopszarvakkal vagy tollakkal, valamint ureusszal.

## Kultuszhelye
Fő kultuszhelye a felső-egyiptomi Elephantiné volt. Az itteni Szatet-templom tájolása összefüggésben áll a Szíriusz csillaggal, amely előrejelezte az áradás kezdetét.